# Rafael Frühbeck de Burgos
Rafael Fruhbeck de Burgos (ur. 15 września 1933 w Burgos, zm. 11 czerwca 2014) – hiszpański dyrygent i kompozytor niemieckiego pochodzenia. 
W swej wieloletniej karierze współpracował jako dyrygent lub dyrektor artystyczny z wieloma orkiestrami Europy i świata. Był między innymi dyrygentem Orkiestry Symfonicznej w Bilbao, Hiszpańskiej Orkiestry Narodowej, Orkiestry Filadelfijskiej, japońskiej Orkiestry Symfonicznej Yomiuri Nippon, włoskiej Narodowej Orkiestry Symfonicznej RAI czy Filharmonii Drezdeńskiej. W ostatnich latach przed śmiercią był dyrygentem Duńskiej Narodowej Orkiestry Symfonicznej.